# Anarmodia punctilinealis
Anarmodia punctilinealis là một loài bướm đêm trong họ Crambidae.